# Elisiário
Elisiário é um município brasileiro do estado de São Paulo. A cidade tem uma população de 3.120 habitantes (IBGE/2010). Elisiário pertence à Microrregião de Catanduva.

## História
- Fundador: Elisiário Ferreira de Camargo Andrade

### Formação territorial-administrativa
Histórico da formação do município:
- Distrito criado no município de Catanduva pela Lei nº 1.935, de 29/11/1923.
- Município criado pela Lei nº 7.664, de 30/12/1991.

## Geografia
Localiza-se a uma latitude 21º09'56" sul e a uma longitude 49º06'42" oeste, estando a uma altitude de 494 metros.
Possui uma área de 94 km².

### Hidrografia
- Ribeirão Barra Mansa ou do Cubatão

### Rodovias
- Rodovia Comendador Chafic Saab

## Demografia

### População
| Crescimento populacional                             | Crescimento populacional | Crescimento populacional | Crescimento populacional |
| Ano                                                  | População Total          |                          | %±                       |
| ---------------------------------------------------- | ------------------------ | ------------------------ | ------------------------ |
| 2000                                                 | 2 577                    |                          | —                        |
| 2010                                                 | 3 120                    |                          | 21,1%                    |
| 2022                                                 | 3 138                    |                          | 0,6%                     |
| Est. 2024                                            | 3 189                    | [ 7 ]                    | 1,6%                     |
| Fontes: Censos Demográficos IBGE e Estimativas SEADE |                          |                          |                          |

### Dados demográficos
Dados do Censo - 2010
População Total: 3.120
- Urbana: 2.858
- Rural: 262
- Homens: 1.650[12]
- Mulheres: 1.470

Densidade demográfica (hab./km²): 33,20
Dados do Censo - 2000
Mortalidade infantil até 1 ano (por mil): 14,33
Expectativa de vida (anos): 72,06
Taxa de fecundidade (filhos por mulher): 2,28
Taxa de Alfabetização: 87,53%
Índice de Desenvolvimento Humano (IDH-M): 0,764
- IDH-M Renda: 0,668
- IDH-M Longevidade: 0,784
- IDH-M Educação: 0,840

(Fonte: IPEADATA)

## Política e administração
- Prefeito: Cássio Roberto Bertelli(2021/2024)
- Vice-prefeito: Jorge Luiz de Souza
- Presidente da câmara: ?

## Infraestrutura

### Comunicações
O sistema de telefones automáticos, assim como o sistema de discagem direta à distância (DDD) com o código de área (0175), foram implantados pela Telecomunicações de São Paulo (TELESP).
Na década de 90 o código DDD da cidade foi alterado para (017), para padronização do sistema telefônico com a telefonia celular que estava sendo implantada em todo o estado.

## Pessoas ilustres
- Clodovil Hernandes - Estilista e político.

## Religião
O Cristianismo se faz presente na cidade da seguinte forma:

### Igreja Católica
- A igreja faz parte da Diocese de Catanduva.[16]

### Igrejas Evangélicas
- Assembleia de Deus Ministério do Belém.[17][18]
- Congregação Cristã no Brasil.[19]